# Табун-Арал
Табун-Арал — село в Енотаевском районе Астраханской области России. Входит в состав Табун-Аральского сельсовета.
Находится в междуречье основного русла реки Волги и протоки Енотаевка, примерно в 30 км к юго-востоку от села Енотаевка, административного центра района, на высоте 21 метра ниже уровня моря.

## Население
По данным Всероссийской переписи, в 2010 году численность населения села составляла 111 человек (63 мужчины и 48 женщин).
| Национальность | Численность (2010) | Процент |
| -------------- | ------------------ | ------- |
| Русские        | 59                 | 53,2%   |
| Казахи         | 43                 | 38,7%   |
| Татары         | 6                  | 5,4%    |
| Калмыки        | 3                  | 2,7%    |
| Всего          | 111                | 100%    |

## Улицы
Уличная сеть села состоит из 2 улиц (ул. Зелёная и ул. Лесная).